# Consolida tuntasiana
Consolida tuntasiana är en ranunkelväxtart som först beskrevs av Halácsy, och fick sitt nu gällande namn av Soó. Consolida tuntasiana ingår i släktet åkerriddarsporrar, och familjen ranunkelväxter. Inga underarter finns listade i Catalogue of Life.